# Matilda Ernkrans
Matilda Elisabeth Ernkrans, född 12 mars 1973 i Hallsberg i Örebro län, är en svensk politiker (socialdemokrat). Hon är medlem av Socialdemokraternas partistyrelse. Hon är riksdagsledamot sedan 2002 och är sedan oktober 2022 vice ordförande i riksdagens EU-nämnd. Ernkrans var statsråd 2019–2022.

## Bakgrund
Matilda Ernkrans är dotter till kommuntjänstemannen Jan Karlsson och undersköterskan Carita Ernkrans. Hon studerade vid Högskolan i Örebro och har avlagt högskoleexamen i bland annat sociologi och statskunskap.
Hon har tidigare arbetat som arbetsförmedlare.

## Politisk karriär
Ernkrans valdes in i Hallsbergs kommuns kommunfullmäktige 1995 och var vice ordförande mellan 2003 och 2007. Hon var ledamot av kommunstyrelsen 1994–2002.
Ernkrans är riksdagsledamot sedan 2002, invald i Örebro läns valkrets, först som tjänstgörande ersättare men från februari 2006 som ordinarie. Hon var ledamot av kulturutskottet 2004–2006 och socialförsäkringsutskottet 2006–2010 samt ordförande i miljö- och jordbruksutskottet 2010–2018 och i utbildningsutskottet 2018–2019.    
Åren 2019–2022 var Ernkrans statsråd i regeringen; till en början på Utbildningsdepartementet som högskole- och forskningsminister 2019–2021 i regeringen Löfven II och III. I samband med regeringen Anderssons tillträde 30 november 2021 utnämndes hon till biståndsminister på Utrikesdepartementet. Hon kvarstod i den befattningen till 18 oktober 2022 då regeringen Kristersson tillträdde. 
Ernkrans är sedan oktober 2022 vice ordförande i riksdagens EU-nämnd och socialdemokraternas EU-politiska talesperson i riksdagen. 
Hon är ordförande för Socialdemokraterna i Örebro län och ledamot av socialdemokraternas partistyrelse.